# Żuławka (Grande-Pologne)
Żuławka (prononciation : [ʐuˈwafka], en allemand : Friedrichshorst) est un  village polonais de la gmina de Wyrzysk dans le powiat de Piła de la voïvodie de Grande-Pologne dans le centre-ouest de la Pologne.
Il se situe à environ 5 kilomètres au sud-est de Wyrzysk (siège de la gmina), 39 km à l'est de Piła (siège du powiat), et à 84 km au nord de Poznań (capitale de la Grande-Pologne).

## Histoire
De 1975 à 1998, le village faisait partie du territoire de la voïvodie de Piła.

Depuis 1999, Żuławka est situé dans la voïvodie de Grande-Pologne.